# Сент-Ави-ле-Повр
Сент-Ави́-ле-Повр (фр. Saint-Avit-le-Pauvre) — коммуна во Франции, находится в регионе Лимузен. Департамент коммуны — Крёз. Входит в состав кантона Сен-Сюльпис-ле-Шан. Округ коммуны — Обюссон.
Код INSEE коммуны — 23183.

## Население
Население коммуны на 2010 год составляло 73 человека.
| 1962 | 1968 | 1975 | 1982 | 1990 | 1999 | 2010 |
| ---- | ---- | ---- | ---- | ---- | ---- | ---- |
| 109  | 104  | 91   | 76   | 69   | 80   | 73   |

## Экономика
В 2010 году среди 49 человек трудоспособного возраста (15—64 лет) 31 были экономически активными, 18 — неактивными (показатель активности — 63,3 %, в 1999 году было 69,2 %). Из 31 активных жителей работали 27 человек (18 мужчин и 9 женщин), безработных было 4 (2 мужчин и 2 женщины). Среди 18 неактивных 5 человек были учениками или студентами, 8 — пенсионерами, 5 были неактивными по другим причинам.